# Graveson
Graveson je obec ve francouzském departmentu Bouches-du-Rhône mezi městy Arles a Avignon. Střed vesnice tvoří hlavní ulice a náves zvaná Cours national, kde stojí i zdejší radnice. V její blízkosti se nachází i katolický kostel zasvěcený Narození Panny Marie (Nativité de Marie).
Graveson sousedí na severu s Rognonas, na východě s Châteaurenard a s Eyragues, na jihu s Maillane a se Saint-Étienne-du-Grès a na západě s Tarascon a s Barbentane.

## Historie
Vykopávky v letech 1960, 1998 a 1999 ukázaly, že oblast byla osídlena již v 8. století před naším letopočtem.
První osadu na místě založili v 6. století před naším letopočtem Římané. Jejich pobyt zde dokládají i dobové hroby.
Na přelomu 9. a 10. století našeho letopočtu bylo město opevněno.
Ve 12. století město začalo spadat pod biskupy z Arles a Avignonu.
Hlavní rozkvět města přišel na přelomu 18. a 19. století, kdy se město během průmyslové revoluce výrazně rozrostlo.